# Famille Berryer
Pour les articles homonymes, voir Berryer.
 (août 2020).
Si vous disposez d'ouvrages ou d'articles de référence ou si vous connaissez des sites web de qualité traitant du thème abordé ici, merci de compléter l'article en donnant les références utiles à sa vérifiabilité et en les liant à la section « Notes et références ».
La famille Berryer est une famille française et belge. Elle s'est illustrée aussi bien dans la haute magistrature que la politique ou l’armée. Elle subsiste aujourd'hui sous les noms de Berryer et Berryer Onfroy de Breville

## Branche de Normandie
Le premier Berryer serait Denis Berryer, greffier des eaux et forets de Domfront et du Mans, ce dernier meurt en 1630. Marié à Madeleine Berthelot, il a un fils[réf. nécessaire] :
- Louis Berryer, comte de la Ferrière (1616-1686), attaché à la fortune de Colbert, il joua un rôle dans le procès de Nicolas Fouquet, en multipliant les accusations et faisant trainer le procès. Colbert le nomme inspecteur des travaux du Havre, puis directeur de la Compagnie des Indes orientales. Il achète ensuite plusieurs seigneuries de Normandie dont le comté de la Ferrière, le fief de Domfront. Sa fortune était alors de plus en plus importante et atteignait, avec celle de son frère, près de 40 000 livres de bénéfice. C'est à lui et à Colbert que l'on doit l'implantation de la dentelle en France. Il épouse Renée Hameau et laisse cinq enfants dont :  
  - Jean Baptiste Louis Berryer, comte de la Ferrière. Il épousa Marie Catherine Potier de Novion.
  - Louis Nicolas René Michel (Bichel) Berryer (1697), dont descendent les Berryer de Lorraine selon les ouvrages en mémoire de Pierre Antoine Berryer
  - Nicolas Berryer (1660-1706), seigneur de Ravenoville, il occupe plusieurs charges de magistrat, comme celle de procureur du Grand Conseil en 1701. Il épousa Élisabeth Nicole Ursule d'Arnolet de Lochefontaine (1666-1739). Il eut deux filles et un fils dont :
    - Élisabeth René Berryer (-1739), mariée en premières noces à Jean-Baptiste de Sahuguet, marquis de Termes dont deux enfants, puis en secondes noces avec Camille de Gangnières, comte de Souvigny (1663-1735).
    - Nicolas René Berryer, comte de la Ferrière (1703-1762). Il épousa Catherine Madeleine Jorts de Fribois (-1802) fille de Gabriel de Fribois, fermier général, et de Catherine de Vougny, elle lui apporta une grande fortune, ce qui lui permit d'acquérir une bibliothèque très riche.
    - Anne Berryer (1651-1683), qui épouse Charles Hurault, comte du Marais

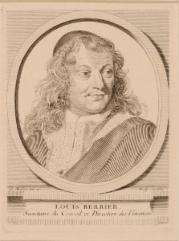
Louis Berryer
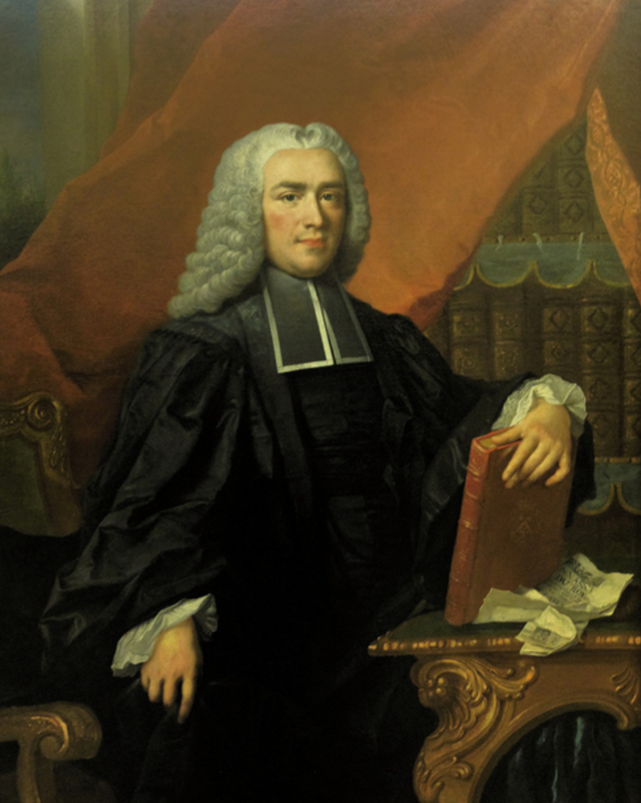
Nicolas René Berryer

## Branche de Lorraine
D’après le livre de Édouard Lecanuet sur les mémoires de Monsieur Berryer, Jean Baptiste Berryer aurait eu un fils puiné, Louis Nicolas Michel Berryer, qui, à la suite d'un revers de fortune, se serait établi à Sainte-Menehould, en Champagne. Il y exerça sous Louis XV la profession de maître verrier. Il aurait eu pour fils Pierre Michel Berryer, marchand, qui épousa Anna Varroquier, sœur d’un chirurgien de la même ville.. Certains ont contesté cette origine Pierre-Nicolas BERRYER, né à Sainte-Ménehould le 22 mars 1757, était le fils de Pierre BICHEL BERRYER, « marchand fayancier en cette ville ». et d’Anne-Françoise VARROQUIER de Givry-en-Argonne. Pierre BICHEL BERRYER, marchand faïencier, était lui-même le fils de Jean-Pierre BICHEL BERRIER, bourgeois de Sarreguemines et d’Anne-Marie LAMY. Enfin, Jean-Pierre BICHEL BERRIER, bourgeois de Sarreguemines, était le fils de François-Jacques BICHEL BERGER, de cette ville et d’Anne-Catherine. Son acte de naissance est daté du 2 avril 1678.
Pierre Michel Berryer et Anna Varroquier eurent 8 enfants dont : 
- Pierre-Nicolas Berryer dit « Berryer père ». Il eut plusieurs enfants dont :
  - Marie Berryer (1791-1875) qui épousa en premières noces Alexandre Emmanuel François Janson de Sailly (1785-1829), un riche avocat parisien. À la suite d'une relation extraconjugale, Marie Berryer fut déshéritée, Janson de Sailly légua alors sa fortune à l'État pour construire le célèbre lycée parisien. Elle épousa en secondes noces le duc de Riario Sforza, frère du cardinal de Riario Sforza.  Sans descendance
  - Hippolyte Nicolas Berryer (1795-1857)[2] général de brigade à Mézières. Sans descendance.
  - Pierre-Antoine Berryer, dit « Berryer fils ».
  - Louis Joseph dit « Ludovic » (1799-1883), auteur de la branche parisienne, père de Lucien Berryer, Amiral.

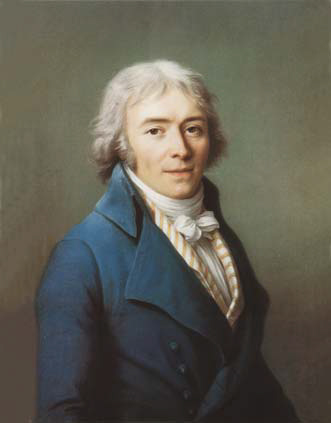
Berryer père
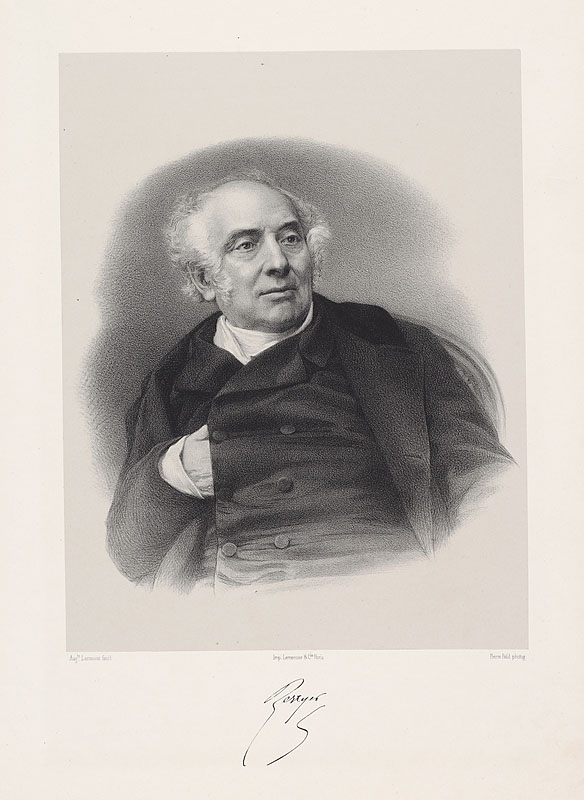
Berryer fils
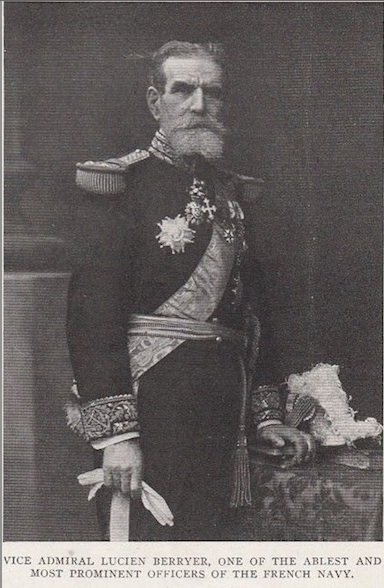
L'Amiral Lucien Berryer

## Branche de Belgique
La branche blege des vicomtes de Berryer s'est alliée, au cours du XXe siècle, à différentes familles de la noblesse belge.
Le vicomte Paul Berryer (1868-1936) a été ministre de l'intérieur de Belgique ; son fils Joseph Berryer (1897-1978) a occupé des fonctions diplomatiques importantes.

## Monuments apparentés aux Berryer
- Rue Berryer (Paris)
- Cité Berryer (Paris)
- Rue Pierre-Antoine Berryer (Issy-les-Moulineaux)
- Statue de Pierre-Antoine Berryer devant le palais de Justice de Marseille, sur la façade de l'hôtel de ville de Paris, dans le palais de Justice de Paris.
- Rue Berryer à Sainte-Menehould
- Conférence Berryer
- Château d'Argeronne, construit pour Louis Berryer[4].
- Château d'Augerville-la-Rivière, résidence de Pierre-Antoine Berryer
- Château de la Motte (Acqueville), remanié par Louis Berryer
- Château de Tubœuf à Saint-Michel-Tubœuf
- Hôtel d'Angoulême Lamoignon (Paris)